# Saison 8 de Winx Club
Chronologie
Saison 7
La huitième saison de la série d'animation italienne Winx Club est diffusée du 15 avril au 17 septembre 2019, sur la chaîne pour enfants Rai Yoyo. Cette saison est considérablement remaniée pour attirer un public ciblé par les enfants en bas âge et n'a qu'un lien très vague avec le reste de la série. L'équipe créative de Rainbow SpA remodèle les personnages pour qu'ils paraissent plus jeunes, et les intrigues sont simplifiées. La plupart des membres de l'équipe de longue date ne sont pas revenus travailler sur cette saison, notamment le directeur artistique Simone Borselli, qui avait dessiné les personnages de la série de la saison 1 à la saison 7, et la chanteuse Elisa Rosselli, qui interprétait la plupart des chansons. 

## Épisodes
| №   | #  | Titre                                     | Première diffusion | Première diffusion | Code de prod. |
| №   | #  | Titre                                     | Italie             | France             | Code de prod. |
| --- | -- | ----------------------------------------- | ------------------ | ------------------ | ------------- |
| 183 | 1  | N/A La notte delle stelle                 | 15 avril 2019      | N/A                | 801           |
| 184 | 2  | Le royaume des Lumen Il regno delle Lumen | 16 avril 2019      | 5 juillet 2025     | 802           |
| 185 | 3  | N/A Attacco al nucleo                     | 17 avril 2019      | N/A                | 803           |
| 186 | 4  | N/A Popstars!                             | 18 avril 2019      | N/A                | 804           |
| 187 | 5  | N/A Il segreto di Orion                   | 19 avril 2019      | N/A                | 805           |
| 188 | 6  | N/A La stella faro                        | 21 avril 2019      | N/A                | 806           |
| 189 | 7  | N/A Trappola su Prometia                  | 22 avril 2019      | N/A                | 807           |
| 190 | 8  | N/A Negli abissi di Andros                | 23 avril 2019      | N/A                | 808           |
| 191 | 9  | N/A La luce di Gorgol                     | 24 avril 2019      | N/A                | 809           |
| 192 | 10 | N/A Il potere dell'Idra                   | 25 avril 2019      | N/A                | 810           |
| 193 | 11 | N/A Il tesoro magico di Syderia           | 26 avril 2019      | N/A                | 811           |
| 194 | 12 | N/A Festa a sorpresa                      | 28 avril 2019      | N/A                | 812           |
| 195 | 13 | N/A L'ombra di Valtor                     | 29 avril 2019      | N/A                | 813           |
| 196 | 14 | N/A La stella dei desideri                | 29 juillet 2019    | N/A                | 814           |
| 197 | 15 | N/A Una nuova missione                    | 30 juillet 2019    | N/A                | 815           |
| 198 | 16 | N/A La festa dello Sparx                  | 31 juillet 2019    | N/A                | 816           |
| 199 | 17 | N/A Il vestito della regina               | 1er août 2019      | N/A                | 817           |
| 200 | 18 | N/A La valle degli unicorni alati         | 2 août 2019        | N/A                | 818           |
| 201 | 19 | N/A La torre oltre le nuvole              | 3 août 2019        | N/A                | 819           |
| 202 | 20 | N/A Il cuore verde di Lynphea             | 11 septembre 2019  | N/A                | 820           |
| 203 | 21 | N/A La gara di ballo su Melody            | 12 septembre 2019  | N/A                | 821           |
| 204 | 22 | N/A Il segreto dell'armonia               | 13 septembre 2019  | N/A                | 822           |
| 205 | 23 | N/A Fra terra e mare                      | 14 septembre 2019  | N/A                | 823           |
| 206 | 24 | N/A Tra i ghiacci di Dyamond              | 15 septembre 2019  | N/A                | 824           |
| 207 | 25 | La volpe bianca                           | 16 septembre 2019  | N/A                | 825           |
| 208 | 26 | N/A Scritto nelle stelle                  | 17 septembre 2019  | N/A                | 826           |